# Río Guañacos
El río Guañacos es un curso de agua dentro del departamento Minas en la provincia del Neuquén, Argentina. 

## Toponimia
El nombre proviene de la tribu de los Guañacos, primeros pobladores de la zona. Según Gregorio Álvarez deriva del agua (Chilca), “ña” (pertenencia) “co” (agua) referido a las chilcas, arbusto que abundan en la zona.

## Curso
Nace de diversos arroyos que bajan de la Cordillera de los Andes, donde se forma el valle de Guañacos, este río es afluente del río Neuquén. Existe allí una población que se denomina Guañacos, los pobladores en su mayoría son campesinos que se dedican principalmente a la cría de animales menores, tales como ovejas, chivos o cabras, además a la cría de vacunos, de ellos obtienen lana, pelo y leche, la que es utilizada para fabricar quesos. 